# الكسندر بن ولدريدغ
الكسندر بن ولدريدغ هو مصرفي ومحامي وسياسي أمريكي، ولد في 1847، وتوفي في 1930.